# Umngoma
Umngoma är den första människan i mytologin hos det östafrikanska Vugusufolket i Kenya.